# Godbrange
Godbrange (luxemburgiska: Guedber lyssna (fil); tyska: Godbringen) är en ort i kommunen Junglinster i Luxemburg. Orten hade 574 invånare (2018). Godbrange ligger cirka 15,5 km nordost om staden Luxemburg.